# Regla Bell
Regla Maritza Bell MacKenzie est une ancienne joueuse cubaine de volley-ball née le 6 juillet 1970 à La Havane. Elle mesure 1,80 m et jouait au poste de réceptionneuse-attaquante.

## Clubs
| Club                     | De        | À         |
| ------------------------ | --------- | --------- |
| Ciudad Habana            | 1991-1992 | 1997-1998 |
| Centro Ester Pallavolo   | avr 1998  | mai 1998  |
| Pallavolo Sirio Perugia  | 1998-1999 | 1999-2000 |
| Vóley Murcia             | jan 2002  | 2003-2004 |
| CAV Murcia 2005          | 2005-2006 | 2005-2006 |
| Promociones Percan       | 2006-2007 | 2006-2007 |
| C V Las Palmas           | 2007-2008 | 2008-2009 |
| São Caetano E.C.         | 2009-2010 | 2009-2010 |
| C V Tenerife             | 2010-2011 | 2010-2011 |
| Club Voleibol Murillo    | 2011-2012 | 2011-2012 |
| Manokwari Valeria        | 2012-2013 | 2012-2013 |
| PLDT HOME TVolution team | 2014-2014 | 2014-2014 |

## Palmarès

### Équipe nationale
- Jeux olympiques
  -  1992 à Barcelone
  -  1996 à Atlanta
  -  2000 à Sydney
- Championnat du monde (2)
  - Vainqueur : 1994, 1998
- Coupe du monde (4)
  - Vainqueur : 1989, 1991, 1995, 1999.
- Grand Prix Mondial (2)
  - Vainqueur : 1993, 2000
  - Finaliste : 1994, 1996, 1997
- World Grand Champions Cup (1)
  - Vainqueur : 1993.

### Clubs
- Coupe d'Italie
  - Vainqueur : 1999.
- Coupe des Coupes
  - Vainqueur : 2000.
- Copa de la Reina
  - Finaliste : 2012.

### Distinctions individuelles
- Grand Prix Mondial de volley-ball 1993: Meilleure défenseur.
- World Grand Champions Cup féminine 1993: Meilleure attaquante et MVP.
- World Grand Champions Cup féminine 1997: Meilleure attaquante.